# Bo Carpelan

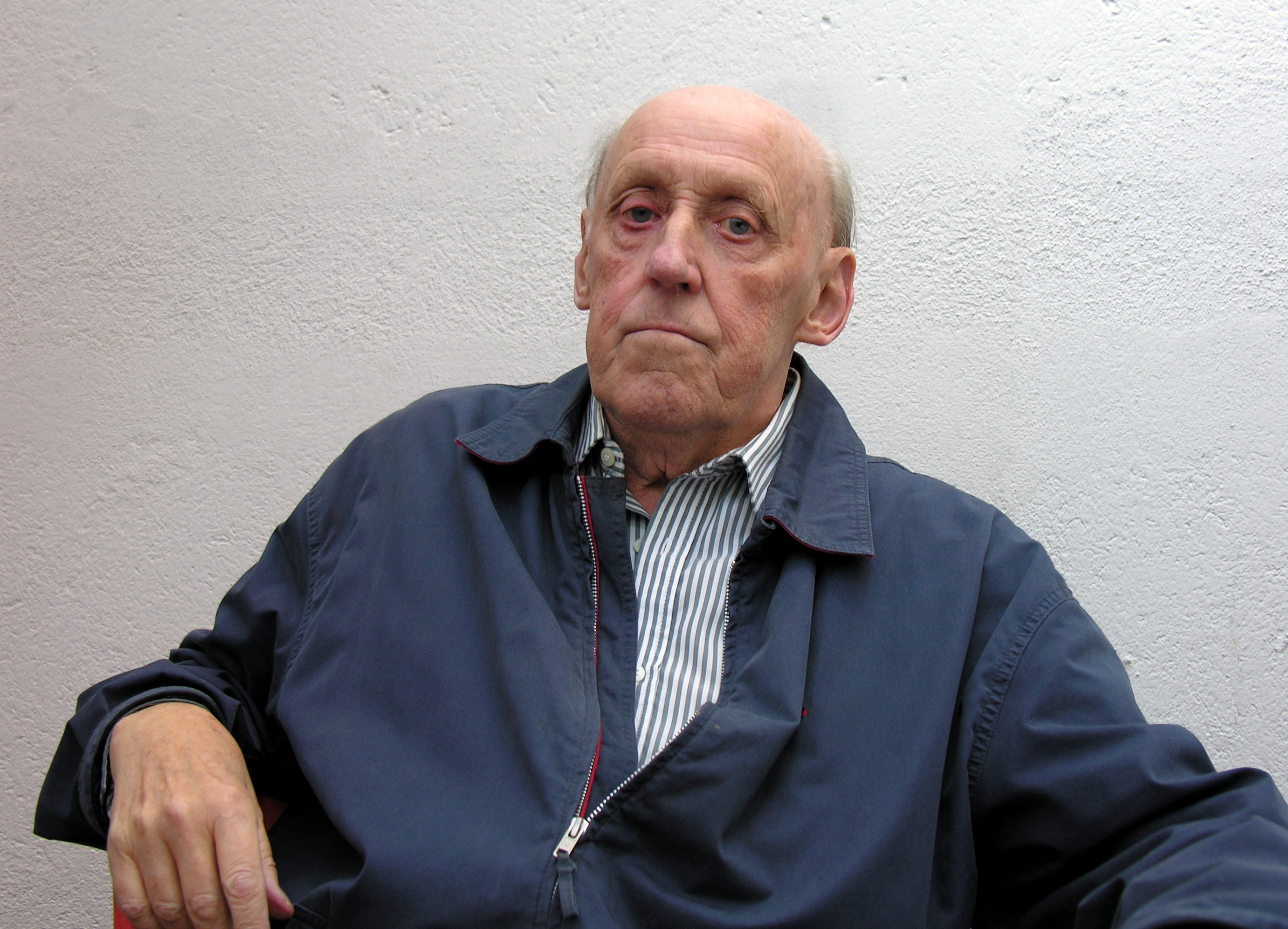
Bo Carpelan (2008).

Bo Carpelan (25 de octubre de 1926 - 11 de febrero de 2011) fue un poeta finlandés. Publicó su primer libro de poemas en 1946, y recibió su doctorado en 1960. Carpelan, escribía en sueco, escribió numerosos libros de poesía, así como varias novelas y cuentos. Su poema Winter was Hard fue llevado a la música por el compositor Aulis Sallinen.